# 3222 Ліллер
3222 Ліллер (3222 Liller) — астероїд головного поясу, відкритий 10 липня 1983 року.
Тіссеранів параметр щодо Юпітера — 3,162.